# 田原淳
田原 淳（たわら すなお、たはら すなお、1873年7月5日 - 1952年1月19日）は、日本の病理学者。

## 人物
大分県東国東郡瀬戸田村（国東市安岐町）の中嶋家の長男として生まれる。1889年に上京して東京英語学校と独逸学教会学校で学ぶ。1892年、伯父の中津藩医・田原春塘の養子となる。
1898年第一高等学校卒業、1901年東京帝国大学医学部卒業。1903年に私費でドイツに留学し、小久保恵作の勧めにより、マールブルク大学の病理学教室でルードヴィッヒ・アショフ（Ludwig Aschoff）に師事した。
ここで田原は心筋について研究を行い、1905年刺激伝導系の存在を明らかにし、刺激伝導系において重要な役割を持つ「房室結節（田原結節、田原・アショフ結節）」を発見した。細菌学全盛の当時は、心臓病に関して治療法はおろか診断法すらほとんど確立されていない時代であり、田原の発見はその後の心臓学の礎を築いた世界的な発見であった。1906年、哺乳類の心筋に関する研究結果を『哺乳動物心臓の刺激伝導系』と題して発表した。この研究により、100年以上にわたった心臓拍動に関する「神経原説」と「筋原説」の論争は筋原説の勝利で終わりを迎えた。この研究により、1914年帝国学士院恩賜賞を受賞した。
1906年に帰国し、京都帝国大学福岡医科大学（現九州大学医学部）病理学教室の助教授となり、1908年教授に就任。当時、同教室は田原と中山平次郎の2教授制であったが、後に中山が考古学へ転向したため、実質的な教室運営は田原によって行われた。1932年に別府市に開設された同大付属の温泉医療学研究所の初代所長となる。1933年、九州大学を定年退官。
田原の功績は、心電図による心臓病診断や心臓ペースメーカーの開発などに繋がった。九州大学馬出地区には田原の業績を顕彰した「田原通り」が存在する。

## 栄典
- 1931年（昭和6年）4月15日 - 従三位[8]

## 著作
- Die Topographie und Histologie der Brückenfasern. Ein Beitrag zur Lehre von der Bedeutung der Purkinjeschen Fäden. (Vorläufige Mitteilung). Zentralblatt für Physiologie, Band 19, Nr. 3, 6. Mai 1905, p. 70-77.
- Anatomisch-histologische Nachprüfung der Schnittführung an den von Prof. H. E. Hering übersandten Hundeherzen. Archiv für die gesamte Physiologie des Menschen und der Tiere, Band 111, No 7-8, 20 Februar 1906, p. 300-302.
- Über die sogenannten abnormen Sehnenfäden des Herzens. Ziegler’s Beiträge zur Pathologischen Anatomie und zur allgemeinen Pathologie, Band 39, 1906, p. 563-584.
- Das Reizleitungssystem des Säugetierherzens. Eine anatomisch-histologische Studie über das Atrioventrikularbündel und die Purkinjeschen Fäden. (mit einem Vorwort von  L. Aschoff) Jena: Gustav Fischer, 1906.
- Die heutige Lehre von den pathologisch-anatomischen Grundlagen der Herzschwäche: kritische Bemerkungen auf Grund eigener Untersuchungen.  (mit L. Aschoff). Jena: Fischer, 1906.

## ギャラリー

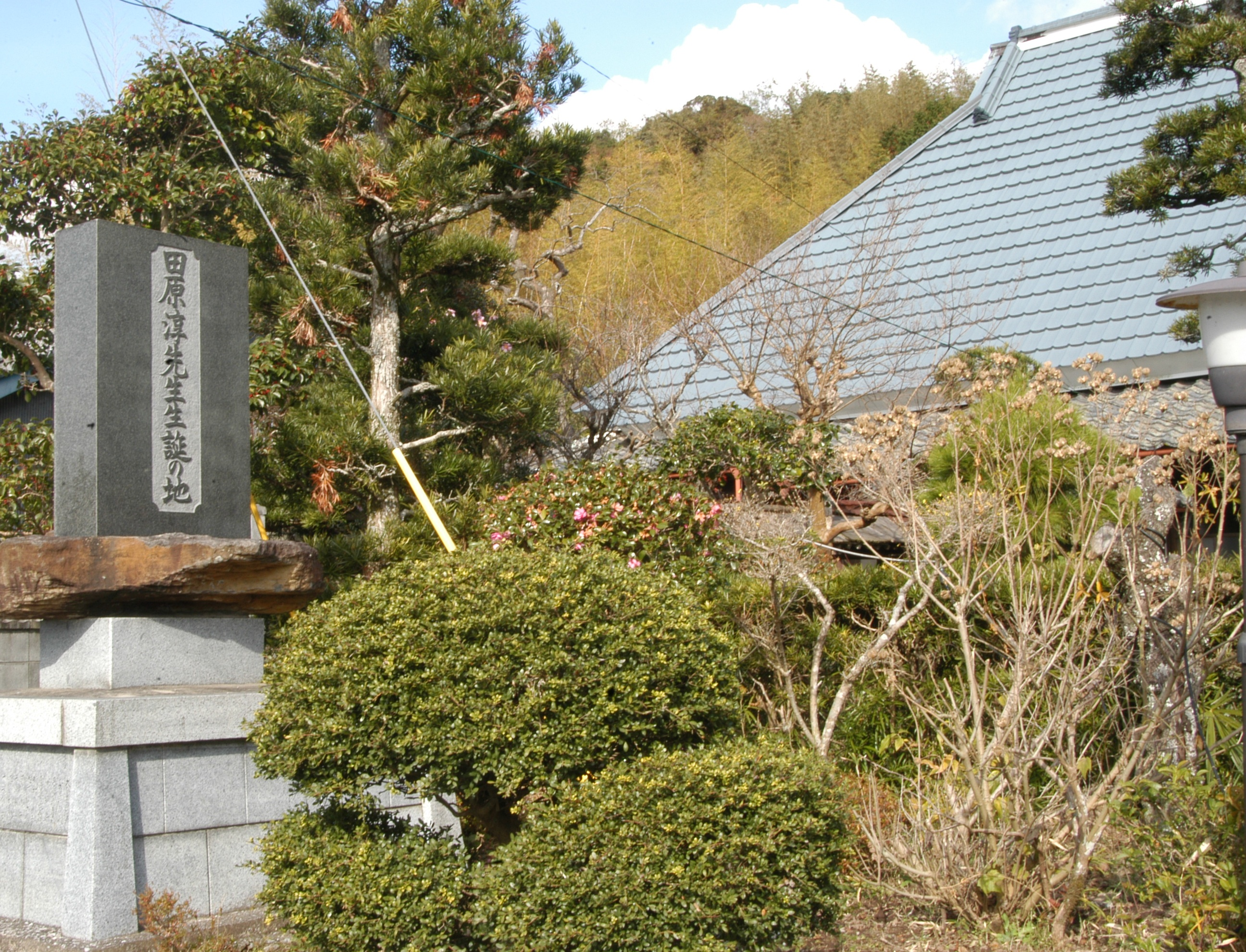
田原淳の生家 (大分県国東市安岐町)
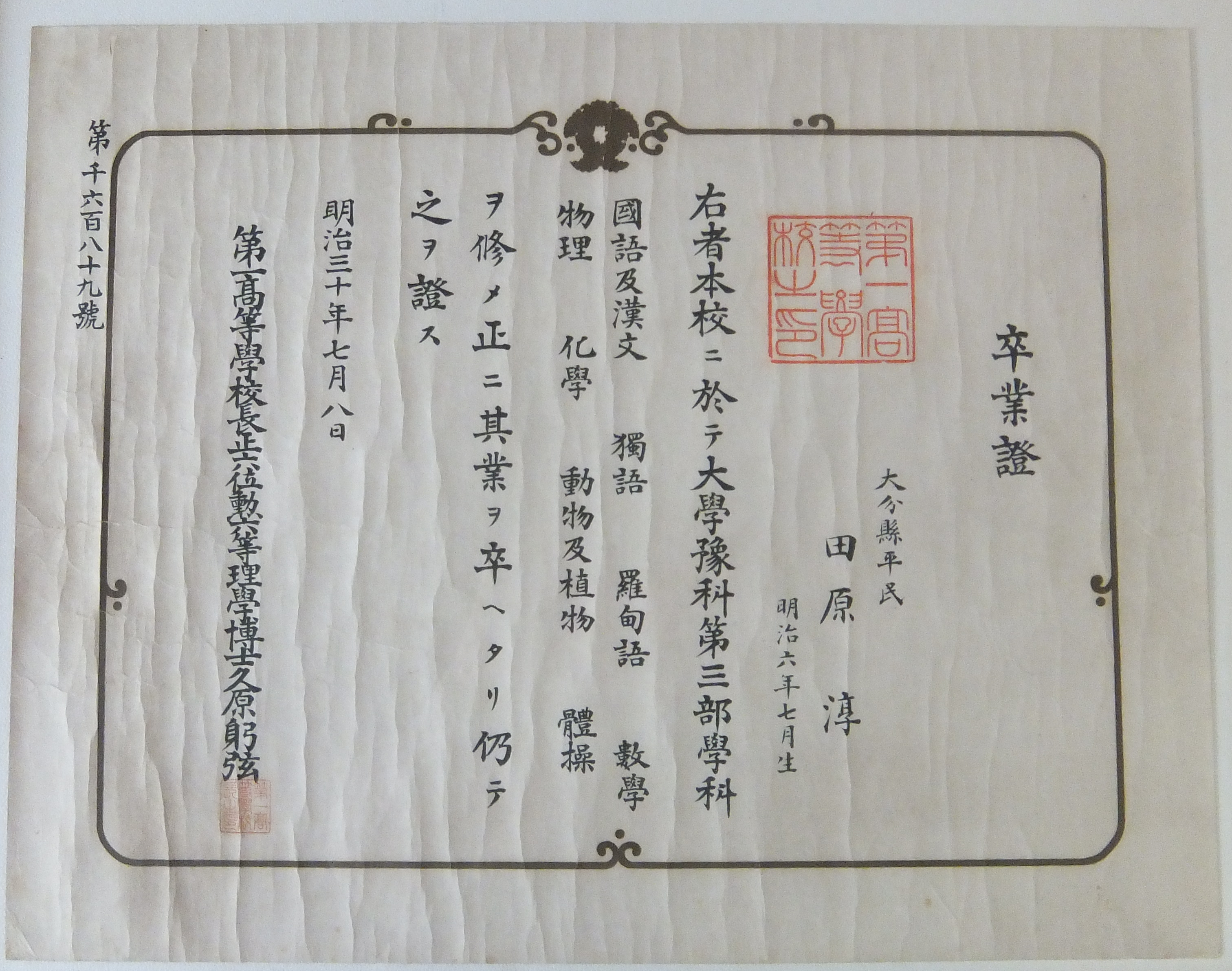
卒業証（1897年）
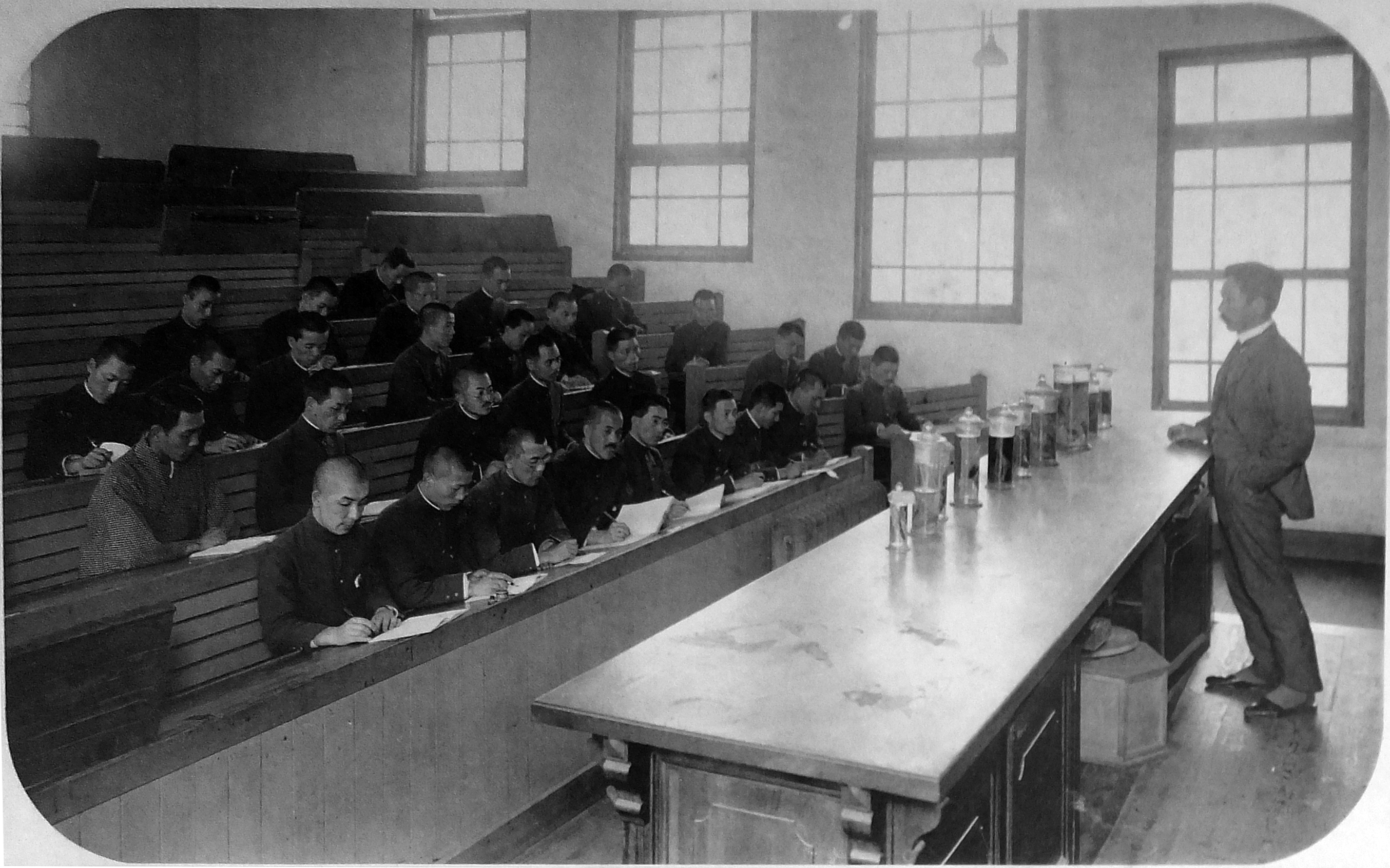
1919年頃の講義風景。九州帝国大学医学部（卒業記念写真帖より）
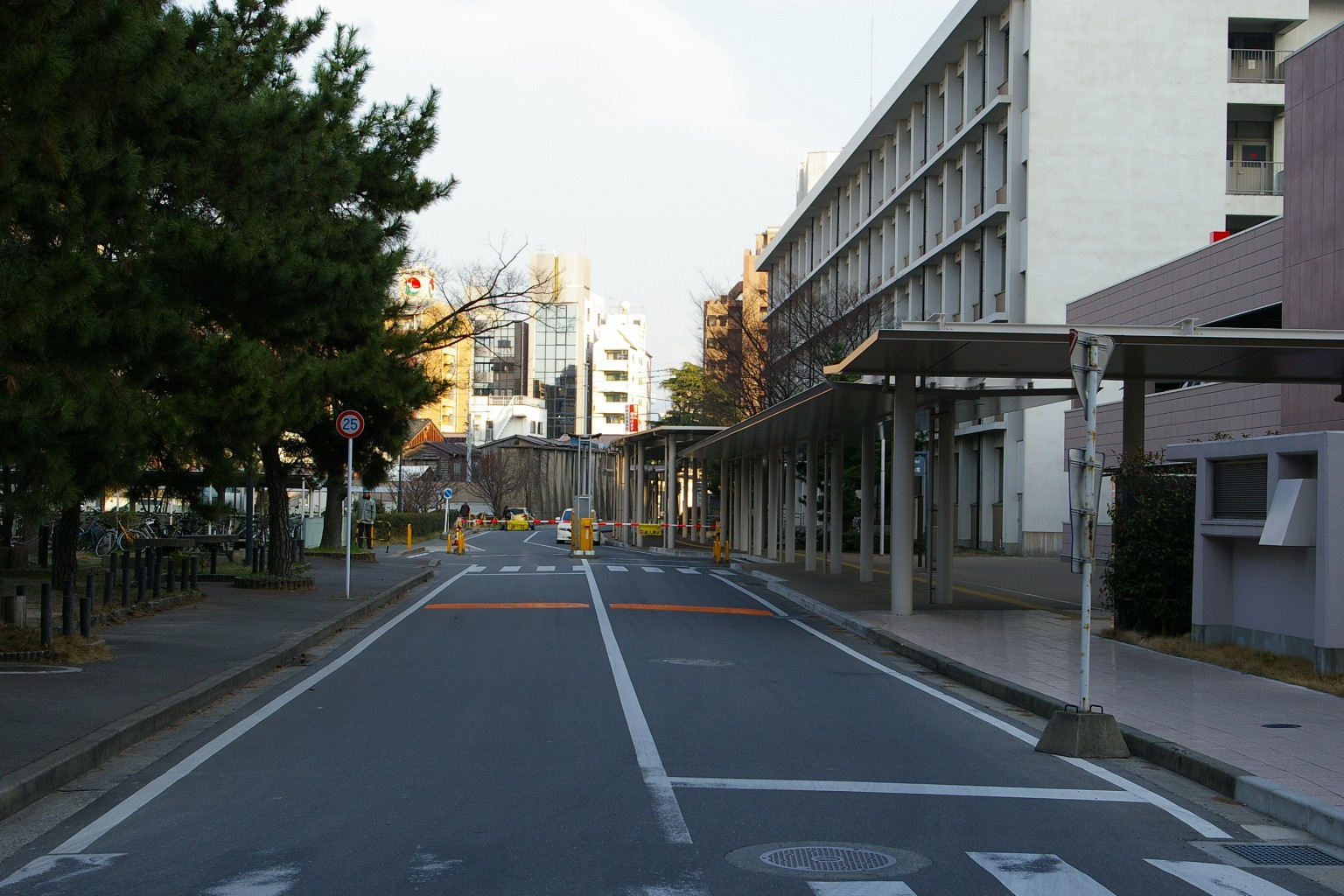
「田原通り」
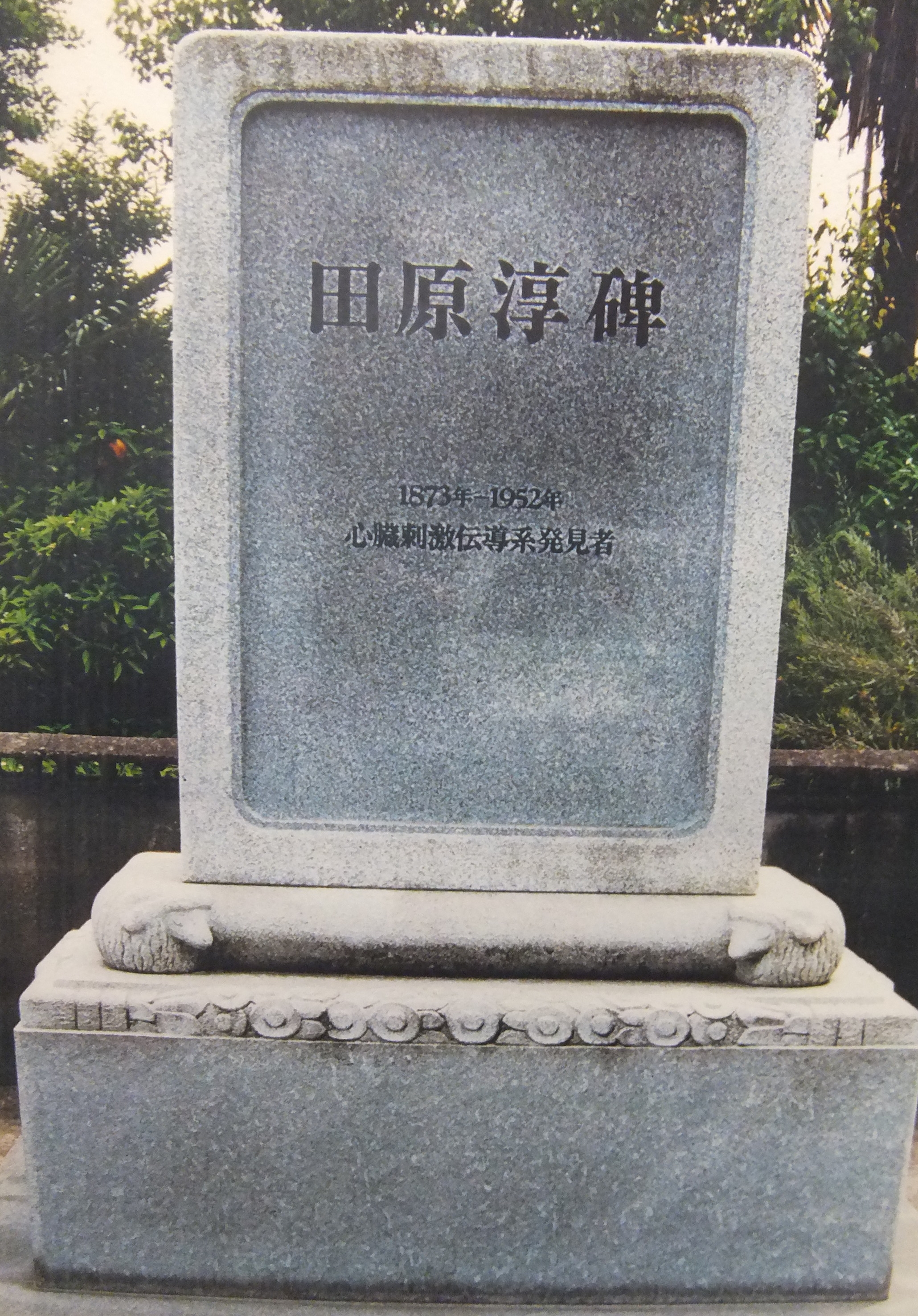
田原淳墓所（自性寺・大分県中津市新魚町)